# Robert Lane
Robert George Lane (Ontário, 16 de janeiro de 1882 - 17 de novembro de 1940) foi um futebolista canadense, campeão olímpico.
Robert Lane competiu nos Jogos Olímpicos de Verão de 1904 em St Louis. Ele ganhou a medalha de ouro como membro do Galt F.C., que representou o Canadá nos Jogos.